# Maurice Bernardet
 (février 2017).
Si vous disposez d'ouvrages ou d'articles de référence ou si vous connaissez des sites web de qualité traitant du thème abordé ici, merci de compléter l'article en donnant les références utiles à sa vérifiabilité et en les liant à la section « Notes et références ».
Pour les articles homonymes, voir Bernardet.
Maurice Bernardet, né le 18 septembre 1921 à Goussainville (Seine-et-Oise) et mort le 18 octobre 2008 à Saint-Maur-des-Fossés, est un journaliste français spécialisé dans l'hippisme.

## Biographie
Maurice Louis Bernardet commence sa carrière au quotidien Paris-Presse. En 1951, il rejoint RTL, alors Radio Luxembourg, dont il devient le chroniqueur hippique avisé. À une fine connaissance des chevaux et du milieu hippique, il ajoute un sens aigu de l'information et un remarquable don pour les pronostics. Ses conseils souvent pertinents ont permis à de nombreux turfistes de multiplier leurs mises. Maurice Bernardet jouait d'ailleurs lui-même régulièrement, se montrant souvent chanceux. Au fil du temps, il devient l'une des voix les plus familières de RTL, avec Roger Couderc ou Robert Chapatte. Il est très populaire dans les années 1960 en commentant en direct le tiercé, créé en 1954. Il anime en parallèle des émissions au cours desquelles il reçoit aussi bien les professionnels de l'hippisme que les vedettes du spectacle. Il quitte la station luxembourgeoise en 1987, après trente-six ans de bons et loyaux services. Il cède alors le poste de journaliste hippique à son fils Jérôme Bernardet, lui-même mort le 16 février 2017 à l'âge de 61 ans.
En octobre 1962, il fonde, avec Léon Zitrone (ORTF) et Ben (Europe 1), l'hebdomadaire Week-End. Il travaille également pour France-Soir - dans les fameuses « pages jaunes » - et Le Journal du dimanche. Il collabore longtemps à Ouest-France, donnant ses pronostics sous le pseudonyme de « Diatome ».
Il anime longtemps à Deauville le Gala des courses, au cours duquel est remise la « cravache d'or », récompensant le meilleur jockey de l'année.
En 1978, il apparaît au cinéma dans le film L'Horoscope, de Jean Girault, jouant son propre rôle.
Maurice Bernardet repose au cimetière Condé de Saint-Maur-des-Fossés.